# جیمز اف. سیمونز
جیمز اف. سیمونز (به انگلیسی: James Fowler Simmons) سناتور سابق عضو حزب جمهوری‌خواه ایالات متحده آمریکا بود. وی در سال ۱۸۴۱ تا ۱۸۴۷ و ۱۸۵۷ تا ۱۸۶۲ میلادی سناتور ایالت رود آیلند در سنای ایالات متحده آمریکا بود.